# Sahartara
Sahartara (nep. शहरतारा) – gaun wikas samiti w zachodniej części Nepalu w strefie Karnali w dystrykcie Dolpa. Według nepalskiego spisu powszechnego z 2001 roku liczył on 358 gospodarstw domowych i 1684 mieszkańców (867 kobiet i 817 mężczyzn).